# Hilarographa cymatodes
Hilarographa cymatodes es una especie de polilla de la familia Tortricidae.
Fue descrita científicamente por Diakonoff en 1983.